# سیارک ۳۴۷۴
سیارک ۳۴۷۴ (به انگلیسی: 3474 Linsley، نامگذاری:1962HE) سه هزار و چهارصد و هفتاد و چهارمین سیارک کشف شده‌است که در ۲۷ آوریل ۱۹۶۲ کشف شد.
قدر مطلق سیارک برابر ۱۳٫۰۰ است.